# (4598) Coradini
(4598) Coradini est un astéroïde de la ceinture principale.

## Description
(4598) Coradini est un astéroïde de la ceinture principale. Il fut découvert le 15 août 1985 à la station Anderson Mesa par Edward L. G. Bowell. Il présente une orbite caractérisée par un demi-grand axe de 3,00 UA, une excentricité de 0,11 et une inclinaison de 9,9° par rapport à l'écliptique.

## Compléments